# Comité révolutionnaire de Laval
Le comité révolutionnaire de Laval est un comité de surveillance révolutionnaire institué dans la ville de Laval conformément au décret du 21 mars 1793, à l'instar du Comité révolutionnaire de Nantes par exemple. Le bras armé de ce comité sera la Commission militaire révolutionnaire du département de la Mayenne.

## Historique
Les comités de surveillance sont chargés, suivant la loi, de « dresser la liste des suspects, de décerner contre eux des mandats d'arrêt, d'apposer les scellées sur leurs papiers ».

## Origine
La Mayenne est en l'an II un véritable foyer de contre-révolution. Elle vient de prendre part aux Insurrections fédéralistes. D'octobre à décembre 1793, les Vendéens ont occupé Laval à trois reprises. Un de leurs chefs, le prince de Talmont, dernier successeur des seigneurs de Laval, veut faire de la Mayenne, avec l'aide des chouans, une seconde Vendée. C'est entre Laval et Vitré, dans un pays coupé de haies et de chemins creux, que la chouannerie a pris naissance dès 1791, sous la direction de Jean Chouan et de ses frères, rompus aux embuscades par la pratique du faux saunage.
A Laval, alors que la région est un foyer de la contre-révolution, les patriotes ne sont pas très nombreux. Mais, dès la fin de 1792, ils ont concentré leurs forces en une société populaire ou club patriotique, affiliée aux Jacobins de Paris. Pour maîtriser, pour tenir en respect une population en majorité royaliste, cette société a réclamé, dès le 7 avril 1793, rétablissement d'un comité de surveillance, qui aurait huit membres titulaires et quatre suppléants.
Au mois d'octobre 1793, avait été constitué, à Laval, un comité de surveillance générale.
Le 20 octobre 1793, le frère de René Enjubault de la Roche, Jean-Baptiste-François Enjubault-Bouessay, capitaine de la gendarmerie nationale de la Mayenne, à la tête de laquelle il venait de combattre en Vendée dans les armées républicaines, est arrêté par ordre du Comité révolutionnaire de Laval.

## Création
Répondant au vœu de la société populaire de Laval, François Joachim Esnue-Lavallée, conventionnel de la Mayenne, a constitué à Laval dans les premiers jours d'octobre 1793, un comité de surveillance générale du district. 
Jusqu'à la fin du gouvernement révolutionnaire, trois autres vont lui succéder : 
- l'un, le 22 frimaire an II (12 décembre 1793) ;
- L'autre, le 12 germinal (en avril 1794);
- L'autre, le 25 brumaire an III (15 novembre 1795).

## Premier comité
Le comité initial, devenu incomplet par la mort de plusieurs de ses membres, avait cessé de se réunir.

### Création
Le 22 frimaire (12 décembre 1793), François Joachim Esnue-Lavallée, considérant qu'il est instant de remplacer le comité de surveillance précédemment créé, dont la plupart des membres ont été égorgés par les brigands de la Vendée, ou sont absents, décide que le nouveau Comité révolutionnaire comprendra douze membres, savoir : René-François Bescher, Durand, Jamet, Julien Quantin, administrateurs du département ; Laurence, administrateur du district ; Leroux, membre de la commune ; Legros, juge de paix ; Augustin Garot, instituteur public ; François Huchedé, Tullot, Louis Guilbert et Mellouin.
Conformément à la loi du 14 frimaire, Esnue-Lavallée décide que le comité de Laval étendra sa surveillance, sous l'autorité des représentants du peuple, sur tous les objets de salut public et de sûreté générale. Il sera continuellement en permanence, et veillera à ce que toutes les lois de salut public rendues par la Convention soient exécutées dans toute leur étendue. 
Le retour des Vendéens qui traversaient Laval pour la troisième fois après la Bataille du Mans ne permettait pas au Comité d'entrer aussitôt en fonctions. Ses membres, encore une fois dispersés, se réunissaient seulement le 12 nivôse. Ils s'empressaient alors de confirmer les arrestations précédemment ordonnées et de prescrire à leur tour de très nombreuses incarcérations de suspects, au nombre desquels se trouvent des proches de René Enjubault de la Roche, soupçonnées d'avoir des intelligences avec leurs parents fédéralistes.

### Ouverture
Le procès-verbal de la séance d'ouverture du comité (janvier 1794) mentionne S'occupant de suite des mesures de sûreté générale qui lui sont désignées par la loi, [le comité] a fait la rechercha des individus qui ont attenté à la souveraineté du peuple.
C'est la Commission militaire révolutionnaire du département de la Mayenne qui va juger ces « individus » (vendéens et chouans).
Au mois de janvier 1794, les membres du Comité révolutionnaire de Laval envoient un commissaire réclamer les prêtres détenus à Rambouillet, à la suite de l'évacuation de Laval en 1793. Les membres du comité de Dourdan, dans le ressort duquel était située la maison de détention, refusèrent. Les prisonniers restèrent à Rambouillet.

## Second comité
Le comité du 22 frimaire n'a pas été formé selon les lois en vigueur. Le 12 germinal (avril 1794), le représentant François (de la Somme), en mission dans la Mayenne rend à Laval un arrêté. En conséquence, les douze membres du comité révolutionnaire, sauf un (Durand), sont remplacés. 
Ils sont remplacés par de vrais sans-culottes, presque tous logés sur les dernières marches de l'escalier social.
Pendant sept mois et demi (avril-15 novembre 1794), le comité opère en pleine guerre civile, au cœur même de la chouannerie. Le représentant  François (de la Somme), qui l'avait nommé, reste en mission à Laval près de deux mois (du 12 germinal au 4 prairial, d'avril- 23 mai 1794), et il était plutôt enclin à la modération. A Mayenne, en prairial, François rend la liberté à de nombreux détenus.
Joseph François Laignelot (de Paris), succède à François et séjourne à Laval du 6 prairial au 21 fructidor (25 mai -7 septembre 1794). sa correspondance prouve néanmoins qu'il se faisait très exactement rendre compte, par le comité, des motifs d'incarcération de tel ou tel 
détenue Et c'est au cours de sa mission à Laval que le comité, de juin au 27 juillet, mit en liberté plus de cent personnes.

## Fonctionnement
La fonction essentielle du comité révolutionnaire, c'est de surveiller les citoyens, et de s'assurer de leur civisme. II sollicite les dénonciations et en tient registre. Tout individu dénoncé n'est pas nécessairement incarcéré. Aux suspects arrêtés, le comité de Laval fait subir un interrogatoire sommaire. La Commission militaire révolutionnaire du département de la Mayenne voudrait bien que le comité effectue l'instruction judiciaire.
Les membres sont de véritables fonctionnaires. À ce titre, ils assistent en corps aux fêtes données par la ville, qu'il s'agisse d'inaugurer le temple de la Raison (29 avril 1794). ou de rendre un hommage solennel à l'Être suprême (8 juin 1794).  Ils restent nécessairement subordonnés à la municipalité et au district, autorités normales et permanentes. C'est à la municipalité qu'ils doivent s'adresser, d'ils veulent obtenir pour eux-mêmes des certificats de civisme, ou se faire autoriser à échanger leurs prénoms contre des prénoms romains. 
Ils sont encore plus dépendants du district, que la loi du 14 frimaire a chargé de les surveiller. S'ils essaient d'empiéter, on les remet bien vite à leur place. C'est par l'agent national près le district qu'ils reçoivent les lettres et instructions des Comités de salut public et de sûreté générale.
Les vrais maîtres sont les représentants en mission, auxquels la Convention a délégué ses pleins pouvoirs.
C'est aussi de concert avec l'agent national que les membres du comité révolutionnaire vont visiter les prisons, pour y classer les détenus, et aviser aux moyens de prévenir leurs évasions. C'est à l'agent national qu'ils font tenir tous objets saisis sur ces détenus, car de semblables objets sont devenus biens nationaux, et l'agent national administre, au nom du district, les biens nationaux. Si la suspicion ne semble pas suffisamment établie, ne reposant que sur des semi-preuves, si le détenu est réclamé, avec garanties à l'appui, par sa municipalité, le comité révolutionnaire propose aux représentants de prononcer l'élargissement. Enfin, le comité s'efforce de réparer des erreurs inévitables, relâchant tel individu qui a été arrêté sur un faux signalement, tel autre par suite d'une similitude de nom. Bref, de juin au 27 juillet, dans la période même correspondant à la loi sanguinaire de prairial, il prononce plus de cent mises en liberté.
Quant à ceux qu'il se croit forcé de retenir sous les verrous, le comité se concerte avec la municipalité pour adoucir leur sort, et concilier autant qu'il se pourra les devoirs de l'humanité avec la nécessité de la surveillance. C'est ainsi qu'en cas de grave maladie il autorise les détenus à se faire transporter chez eux, où un garde national les surveillera.

## Thermidor
Survient le 9 thermidor (27 juillet). De Laval, partent aussitôt des adresses à la Convention ; municipalité, société populaire et comité révolutionnaire, tous applaudissent à la chute des a tyrans de la France.
Le gouvernement révolutionnaire subsiste, et l'on se borne à en adoucir les formes. Une loi du 7 fructidor (24 août) supprime les comités révolutionnaires des chefs-lieux de canton au-dessous de 8.000 âmes et décide que ceux des villes ne pourront plus décerner de mandats d'arrêt qu'à la majorité de sept membres (sur douze). Du 9 thermidor au 20 brumaire (27 juillet-10 novembre),le comité de Laval décrète d'arrestation seulement trente-cinq suspects, et il en relâche deux cent quarante.

## Troisième comité
La réaction thermidorienne s'accentue. Le 7 vendémiaire an III (28 septembre), la Convention prescrit d'épurer les autorités constituées.
Chargé de cette épuration dans la Mayenne, le représentant Jean-François Boursault-Malherbe (de Paris) commence par inviter la société populaire et les autorités constituées de Laval à présenter des listes des candidats les plus propres à occuper les places. Il fait ses choix d'après ces listes, et les soumet au peuple réuni dans le temple de la Raison. 
Le 8 brumaire an III, le représentant en mission Boursault, comme à Rennes et à Nantes, organise une « commission philanthropique » pour visiter les prisons et vérifier les motifs d'incarcération. Composée de neuf membres « probes, humains et patriotes », où figurent quatre juges, elle a fonctionné jusqu’au 7 frimaire.
Puis, le 25 brumaire (15 novembre 1794), il publie à Laval les arrêtés de nomination.
Vainement le comité du 12 germinal a quelquefois montré de la modération ; comme il rappelle une période exécrée, il disparait tout entier  pour faire place à de nouveaux membres. Boursault supprime la commission militaire, et l'arrêté est du 25 brumaire. 
Le nouveau comité fait encore incarcérer des suspects à la maison de réclusion, ce sont, le plus souvent, des religieuses. Mais beaucoup plus nombreuses sont les levées d'écrou. Le 14 nivôse (3 janvier 1795), un arrêté des représentants Guezno et Guermeur (du Finistère) a prescrit d'achever l'exécution des lois des 21 messidor et 7 fructidor (9 juillet et 24 aout 1794) sur la mise en liberté des laboureurs et ouvriers ne vivant que de leur paye journalière. Divers symptômes trahissent, à Laval, la disparition progressive du régime terroriste.
À la Convention, où les Girondins ont été rappelés (8 décembre 1794 et 8 mars 1795), dominent maintenant les idées de clémence. En son nom, dès le 25 brumaire (15 novembre 1794), Boursault a déclaré pardonner à tous les individus égarés qui reviendraient de leur erreur. Le 12 frimaire (2 décembre), a été votée une loi d'amnistie, étendue, le 29 nivôse (18 janvier 1795), à tous ceux qui ont pris part à la révolte de l'Ouest.

## Suppression
La loi de ventôse (19 février), supprimant les comités révolutionnaires dans les villes au-dessous de 50 000 habitants, oblige celui de Laval à se dissoudre (30 ventôse, ou 20 mars). Quelques semaines après, ce sont d'anciens membres des deux précédents comités que l'on désarme et que l'on emprisonne.